# Záriečie
Záriečie (maďarsky Felsőzáros) je obec v okrese Púchov na Slovensku. Žije zde 703 obyvatel. První písemná zmínka o obci pochází z roku 1475.

## Rodáci
- Prof. Anna Kafendová – klavírní umělkyně, hudební pedagožka a muzikoložka